# Петропавловский район (Ленинградская область)
Петропа́вловский райо́н — административно-территориальная единица в Ленинградской области, существовавшия с 1927 года по 1931 год.
Административный центр — село Петропавловское.

## История
Петропавловский район был образован в сентябре 1927 года в составе Череповецкого округа Ленинградской области. В состав района вошло 24 сельсовета из Кирилловского уезда Череповецкой губернии: Бархатовский, Березовский, Воронинский, Воскресенский, Горский, Кирюгский, Кречетовский, Кузнецовский, Лохотский, Медведевский, Никифоровский, Погорельский, Полоченский, Ракульский, Ручьевский, Сваозерский, Северокоротецкий, Солозский, Федьковский, Чарондский, Чепецкий, Шалгободуновский, Шалгокемский и Южнокоротецкий.
В 1928 году, при укрупнении сельсоветов, Березовский с/с был присоединен к Польченскому, Горский — к Шалгободуновскому, Ручьевский — к Кречетовскому, Сваозерский — к Медведевскому, Федьковский — к Чепецкому, Бархатовский, Воронинский и Солозский сельсоветы были объединены в Печенегский сельсовет, Лохотский, Никифоровский и Погорельский были объединены в Петропавловский сельсовет, Северокоротецкий и Южнокоротецкий сельсоветы были объединены в Коротецкий сельсовет.
В 1930 году в связи с ликвидацией округов перешёл непосредственно в областное подчинение.
По постановлению президиума Леноблисполкома от 11 марта 1931 года Петропавловский район был переименован в Чарозерский.